# S/2016 J 1
Jupiter LIV, med den preliminära beteckningen S/2016 J 1 är en av Jupiters månar. Den blev först observerad under 2016, men kungörandet dröjde till i juni 2017. Den upptäcktes av en grupp astronomer vid University of Hawaii.
Jupiter LIV är cirka 2 kilometer i diameter och roterar kring Jupiter på ett avstånd av cirka 20 650 845 kilometer. Den tillhör Ananke-gruppen, en grupp oregelbundna månar som roterar kring Jupiter i retrograda banor.
Jupiter LIV har än så länge (2020) inte fått något egennamn.